# KV56
Situé dans la vallée des rois, dans la nécropole thébaine sur la rive ouest du Nil face à Louxor en Égypte, KV 56 est le tombeau d'un inconnu. On y a retrouvé des objets au nom de Séthi II et Taousert. Certains pensent qu'il s'agit plutôt d'une cache, d'autres d'une tombe d'un fils de Séthi II. On y a en effet découvert des restes d'un revêtement d'or et de stuc provenant probablement d'un sarcophage, d'où le surnom de tombe d'or.